# Acanthosyris
Acanthosyris  es un género de plantas con flor  en la familia de las  Santalaceae. Es nativo de Sudamérica.

## Taxonomía
El género fue descrito por (Eichler) Griseb. y publicado en Abhandlungen der Königlichen Gesellschaft der Wissenschaften zu Göttingen 24: 151. 1879. La especie tipo es: Acanthosyris spinescens

## Usos
Frutos dulces y comestibles, forrajera, ornamental, melífera. Medicinal popular (té de hojas para combatir fiebres extremas, también es usada para curar heridas y ulceraciones.

## Especies
- Acanthosyris annonagustata
- Acanthosyris annonangustata
- Acanthosyris asipapote
- Acanthosyris colombiana
- Acanthosyris falcata
- Acanthosyris glabrata
- Acanthosyris paulo-alvinii
- Acanthosyris spinescens
- Acanthosyris platensis (sin. A. spinescens)